# Santa María de Pantasma
Santa María de Pantasma é um município da Nicarágua, situado no departamento de Jinotega. Tem 560 km² de área e sua população em 2020 foi estimada em 48.152 habitantes.